# پایگاه نیروی هوایی هیل
پایگاه نیروی هوایی هیل (به انگلیسی: Hill Air Force Base) یک فرودگاه است . این فرودگاه در کشور ایالات متحده آمریکا قرار دارد .